# Kalat
Kalat war ein Fürstenstaat Britisch-Indiens in der heutigen pakistanischen Provinz Belutschistan. 1941 hatte das Khanat eine Fläche von 189.783 km² und 460.000 Einwohner.
Das muslimische Fürstentum entstand 1638, als sich der Kambarani-Clan als Walis in Kalat festsetzte. Muhabat Khan (1734–49) wurde 1739 von Nader Schah der Titel Beglar Begi verliehen. 1854 schloss der damalige Khan von Kalat, Mir Nasir Khan II., unter britischem Druck einen ersten Schutzvertrag mit Großbritannien und 1876 wurde Kalat britisches Protektorat. 1879/80 mussten Quetta und andere Gebiete im Norden an die Briten abgetreten werden (Britisch-Belutschistan). Kalat bewahrte jedoch einen größeren Grad an Autonomie als andere Fürstenstaaten und war darin vergleichbar z. b. dem Sikkims oder Bhutans. Kalat war dementsprechend auch nicht in der Chamber of Princely States, der Fürstenkammer Britisch-Indiens vertreten.
Als die Briten 1947 Pakistan in die Unabhängigkeit entließen, erklärte Kalat am 15. August 1947 die Unabhängigkeit. In einem Treffen in Delhi am 4. August 1947 unter der Leitung Lord Mountbattens – Indiens letzter Vizekönigs – hatte Muhammad Ali Jinnah die Entscheidung des Khan von Kalat für die Unabhängigkeit Kalats zugestimmt. Die Fürstenstaaten Kharan, Makran und Lasbela wurden auf Jinnahs Drängen angewiesen, sich mit Kalat zu vereinigen, um ein vollständiges Belutschistan zu bilden. Letztlich konnte sich Ahmed Yaar Khan, der Herrscher Kalats, nicht gegen die pakistanische Politik behaupten, die die innere Uneinigkeit der belutschischen Stämme ausnutzte, und die am 18. März 1948 die Abtrennung Kharans, Lasbelas und Makrans von Kalat verfügte. Am 26. März 1948 rückte die pakistanische Armee in Kalat ein und der Khan sah sich genötigt dem Anschluss an Pakistan zuzustimmen. Einige Jahre kämpften noch Partisanen unter der Führung Prinz Abdul Karims, des Bruders des Khans, weiter für die Unabhängigkeit Kalats. 
Kalat vollzog am 31. März 1948 den Anschluss an Pakistan und wurde am 3. Oktober 1952 Mitglied der Baluchistan States Union. Am 14. Oktober 1955 wurde das Khanat aufgelöst.